# Petrinzel
Petrinzel (węg. Kispetri) – wieś w Rumunii, w okręgu Sălaj, w gminie Almașu. W 2011 roku liczyła 123 mieszkańców.